# Chilei kaszálómadár
A chilei kaszálómadár (Phytotoma rara) a madarak osztályának verébalakúak (Passeriformes) rendjébe és a kotingafélék (Cotingidae) családjába tartozó faj.

## Rendszerezése
A fajt Juan Ignacio Molina chilei ornitológus írta le 1782-ben.

## Előfordulása
Chile és Argentína területén honos. A természetes élőhelye a szubtrópusi vagy trópusi cserjések, mérsékelt övi erdők, valamint szántóföldek, legelők és vidéki kertek. Vonuló faj.

## Megjelenése
Testhossza 18–20 centiméter, testtömege 38–44 gramm.

## Életmódja
Fogazott peremű csőrével fűfélékkel, bimbókkal, hajtásokkal és levelekkel, valamint gyümölcsökkel és bogyókkal táplálkozik, de néha rovarokat is fogyaszt.

## Szaporodása
Ágvillába készíti csésze alakú fészkét. A fiókákat kizárólag rovarokkal etetik.

## Természetvédelmi helyzete
Az elterjedési területe nagy, egyedszáma pedig stabil. A Természetvédelmi Világszövetség Vörös listáján nem veszélyeztetett fajként szerepel.

## Külső hivatkozás
- Képek az interneten a fajról
- Internet Bird Collection - videók a fajról
- Xeno-canto.org - a faj hangja és elterjedési területe